# Lepthoplosternum beni
Lepthoplosternum beni es una especie de pez de la familia Callichthyidae en el orden de los Siluriformes.

## Morfología
• Los machos pueden llegar alcanzar los 5 cm de longitud total.

## Hábitat
Es un pez de agua dulce y de clima tropical.

## Distribución geográfica
Se encuentran en la cuenca del río Madeira, en Bolivia (departamento de Beni) y el Perú.